# GIP-5121
La GIP-5121 és una carretera actualment gestionada per la Generalitat de Catalunya. La GI correspon a la demarcació de Girona, i la P al seu antic caràcter de provincial. Discorre pels termes municipals de Banyoles, Esponellà i Crespià, de la comarca del Pla de l'Estany i Cabanelles, de la de l'Alt Empordà.

## Banyoles
Té l'origen a la vila de Banyoles, a la cruïlla del Carrer de La Llibertat, el Passeig de la Draga i la carretera C-150a, des d'on surt cap a llevant, per trencar després cap al nord-est. Surt del nucli urbà banyolí, i s'adreça cap al nord fent la volta al Puig de Sant Martirià pel costat de llevant. En el segon quilòmetre del seu recorregut arriba al nus de carreteres a través del qual enllaça amb l'autovia C-66. La carretera GIP-5121 emprèn la direcció nord i travessa pel costat oest el nucli de Melianta, en el vessant de llevant del Serrat d'Espolla. Al cap de poc gira cap al nord-est, i passat el quilòmetre 4 abandona el terme de Banyoles i entra en el d'Esponellà.

## Esponellà
Ja dins del terme d'Esponellà, en el quilòmetre 5 deixa a llevant el poble de Centenys, al cap de 500 metres, i en el mateix costat, el Veïnat de Brunsó, i, encara, en el punt quilomètric 6 travessa el de Martís de Dalt. Dos quilòmetres després, havent passat tot de revolts molt tancats, arriba a Esponellà. A l'extrem sud-est d'aquest poble troba la cruïlla amb la carretera GI-554, que se'n va cap al sud-est. La GIP-5121 fa un revolt molt tancat cap al nord-est, per anar a cercar el Fluvià i travessar-lo, moment en què deixa enrere Esponellà i entra en el terme de Crespià.

## Crespià
Travessat el Fluvià, s'enfila cap al nord, i en quasi 2 quilòmetres més arriba al poble de Crespià, que ressegueix pel seu costat de llevant. Continua cap al nord-est, i en poc més d'1 quilòmetre arriba a la cruïlla amb la carretera GIV-5122, que arrenca cap al sud-est. La GIP-5121 continua encara cap al nord-est, però de seguida es va decantant més cap al nord. A uns 400 metres al nord d'aquesta darrera cruïlla, troba el termenal entre Crespià i Cabanelles, entrant així en aquest darrer terme municipal just en travessar la Ribera de Turbany.

## Cabanelles
Des d'aquest lloc continua cap al nord, i en quasi 2 quilòmetres i mig arriba a la carretera N-260 al costat sud-oest de l'Hostal del Vilar.